# Ascarídids
Els ascarídids (Ascarididae) són una família de nematodes de l'ordre Ascaridida. Els membres d'aquesta família són paràsits intestinals que infecten totes les classes de vertebrats, incloent-hi l'ésser humà. Inclou molts gèneres, els més ben coneguts són: 
- Amplicaecum
- Angusticaecum
- Ascaris
- Baylisascaris
- Crossophorus
- Dujardinascaris
- Hexametra
- Lagaochilascaris
- Ophidascaris
- Parascaris
- Polydelphis
- Seuratascaris
- Toxascaris
- Toxocara
- Travassoascaris